# ريكو (لاعب كرة قدم)
لياندسون دياس دا سيلفا (بالبرتغالية: Leandson Dias da Silva‏) الشهير باسم ريكو (بالبرتغالية: Rico‏) (20 يوليو 1981) لاعب كرة قدم برازيلي من دون نادي حاليا ويجيد اللعب في مركز المهاجم.

## السيرة الذاتية
بدأت ريكو مسيرته المهنية مع نادي ألاغوانو عام 2001 وبعدها بعام انتقل إلى نادي ساو باولو حيث لعب مع لاعب الوسط البرازيلي الدولي كاكا. أعير إلى نادي بورتوغيزا ثم انتقل إلى غريميو ثم كريسيوما ثم بورتوغيزا مجددا في الفترة من 2003 إلى 2005.
في صيف 2005 قرر الانتقال إلى نادي المحرق البحريني مقابل 135 ألف دولار أمريكي في تجربة خارجية للمرة الأولى في مسيرته. استطاع صنع اسم من ذهب في البحرين كافضل المحترفين الاجانب.
في موسم 2005-2006 ساهم في تحقيق بطولة الدوري للمحرق بتسجيله 9 أهداف منها هدف من ركلة جزاء (ما يساوي 31% من أهداف الفريق) وذلك بفارق نقطة واحدة عن وصيفه النادي الأهلي. في المرحلة قبل الأخيرة التي أقيمت في 31 مارس استطاع ريكو تسجيل هدف التعادل في مرمى الأهلي المطارد مستغلا سوء التفارق في ارجاع الكرة من المدافع علي صنقور والحارس علي سعيد ليحافظ على تفوق المحرق في صدارة الترتيب بفارق نقطة واحدة عن الأهلي. قرر الاتحاد البحريني لكرة القدم إقامة مباراتي الأهلي مع الشباب والمحرق مع سترة في ختام بطولة الدوري في نفس اليوم والتوقيت وهو 15 أبريل. قبل بداية المرحلة الأخيرة انتشرت الأقاويل عن قيام أندية الأهلي والشباب وسترة ذو القاعدة الجماهيرية الشيعية بالتكتل ضد المحرق ذو القاعدة الجماهيرية السنية وذلك من خلال السماح للشباب بالخسارة من الأهلي مقابل استبسال سترة في الدفاع عن مرماه من أجل فرض نتيجة التعادل على أقل تقدير في هذه المباراة من أجل تتويج الأهلي. استطاع الأهلي التغلب على الشباب 8-0 وفي المباراة الثانية احتسب الحكم جاسم محمود ركلة جزاء للمحرق في الدقيقة السادسة من الوقت الضائع بعدما تمت عرقلة محمود عبد الرحمن داخل منطقة الجزاء واستطاع ريكو ترجمة ركلة الجزاء بنجاح ليتوج المحرق باللقب الذي فقده في الموسم الفائت. بعد تسجيل الهدف خلع ريكو قميصه كاشفا عن القميص الداخلي الذي مكتوب عليه باللغة الإنجليزية سترة الأهلي المحرق لا مشكلة لافتا النظر إلى المؤامرة التي حيكت في الخفاء ضد ناديه. وفي بطولة كأس ولي العهد استطاع ريكو قيادة المحرق للتغلب على الرفاع 2-1 على الرغم من عدم تسجيله أو صناعته أي هدف ليتوج باللقب بعد غيابه عن منصة التتويج في البطولات الأربع السابقة. وفي بطولة كأس ملك البحرين فقد خرج من الدور النصف النهائي بعدما خسر من الأهلي 1-3. في بطولة كأس الاتحاد الآسيوي حقق المحرق المركز الثاني بعد خسارته المباراة النهائية من الفيصلي الأردني 0-3 ذهابا و4-2 إيابا. وقد سجل ريكو 7 أهداف من ضمنهم هدفين من ركلتي جزاء ليحتل المركز الثاني على قائمة الهدافين.
في موسم 2006-2007 احتفظ المحرق بلقلب الدوري للموسم الثاني على التوالي بعدما تصدر الترتيب بفارق 12 نقطة عن وصيفه الرفاع حيث سجل ريكو 25 هدف منها سبعة أهداف عن طريق ركلات الجزاء (وهو ما يساوي 44% من أهداف الفريق). وفي بطولة كأس ولي العهد ساهم ريكو في محافظة المحرق على البطولة للعام الثاني على التوالي بعدما تغلب في المباراة النهائية على النجمة 1-0. على الرغم من تسجيله ثلاثة أهداف إلا أن المحرق خرج من الدور النصف النهائي مجددا من بطولة كأس ملك البحرين بخسارته من النجمة 1-2. في بطولة كأس الاتحاد الآسيوي خرج المحرق من الدور الأول بعد احتلاله المركز الثاني في مجموعته خلف الوحدات الأردني. وقد سجل ريكو هدفين مساهما في حصول المحرق على أربع نقاط من أصل 11 نقطة. على المستوى الشخصي حصل ريكو على جائزة الحذاء الذهبي التي تمنحها مجلة الحدث الرياضي اللبنانية سنوياً لأفضل هداف في البطولات العربية.
في موسم 2007-2008 احتفظ المحرق بلقب الدوري للموسم الثالث على التوالي بعدما تصدر الترتيب بفارق عشر نقاط عن مطارديه البسيتين والأهلي على التوالي حيث سجل ريكو عشرة أهداف وهو ما يساوي 15% من مجموع أهداف فريقه حيث خسر لقب الهداف لصالح زميله المهاجم البحريني ذو الأصول النيجيرية جيسي جون الذي سجل 24 هدف. في بطولة كأس ولي العهد سجل ريكو هدفين في مرمى الرفاع في الدور النصف النهائي وهدف في مرمى الأهلي في المباراة النهائية التي انتهت بنتيجة 5-2 ليتوج باللقب للمرة الثالثة على التوالي. وبطولة كأس ملك البحرين ساهمت أهداف ريكو الخمسة في تتويج المحرق باللقب للمرة الأولى منذ ثلاث سنوات عندما تغلب في المباراة النهائية على حامل اللقب في الموسمين الماضيين النجمة 2-0. حقق المحرق أول بطولة خارجية لنادي بحريني بعدما توج بطلا لبطولة كأس الاتحاد الآسيوي بعدما تغلب في المباراة النهائية على الصفاء اللبناني 5-1 ذهابا و5-4 إيابا. وقد سجل ريكو 19 هدف مما منحه لقب هداف البطولة. من ضمن الأهداف التسعة عشر سجل ريكو ستة أهداف في مباراتي النهائي بالتناصف في مرمى الصفاء.
في موسم 2008-2009 احتفظ المحرق بلقب الدوري للموسم الرابع على التوالي بعدما تصدر الترتيب بفارق نقطة واحدة عن وصيفه الرفاع. سجل ريكو 12 هدف من ضمنهم هدفين من ركلتي جزاء وهو ما يساوي 24% من أهداف فريقه ليحتل المركز الثالث في قائمة الهدافين. في ظل تخبط لجنة المسابقات التابعة للاتحاد البحريني لكرة القدم فقد تم تأجيل مباراتي المحرق مع الرفاع والأهلي إلى ما بعد نهاية الدوري حيث خسر المحرق من الرفاع بهدف نظيف وفي المباراة الختامية استطاع التغلب على الأهلي 2-1 حيث سجل ريكو هدف الفوز والبطولة في الدقيقة 12 من الوقت الضائع البالغ 14 دقيقة. أقيمت النسخة الأخيرة من بطولة كأس ولي العهد حيث سجل ريكو هدفين ليفوز المحرق على الرفاع الشرقي 4-3 في الدور النصف النهائي. وفي المباراة النهائية سجل هدف من ركلة جزاء في الدقيقة الخامسة من الوقت الضائع ليتغلب المحرق على الرفاع 2-0 ليتوج باللقب للموسم الرابع على التوالي. احتفظ المحرق ببطولة كأس ملك البحرين للموسم الثاني على التوالي بعدما تغلب في المباراة النهائية على الرفاع 9-8 بركلات الجزاء الترجيحية بعدما انتهى الوقتين الأصلي والإضافي بالتعادل الإيجابي 1-1 وقد سجل ريكو بنجاح إحدى ركلات الجزاء الترجيحية. في بطولة كأس الاتحاد الآسيوي خرج المحرق من الدور الأول بعد احتلاله المركز الثالث في مجموعته خلف المجد السوري وديمبو الهندي. ولم يسجل ريكو أي هدف في هذه البطولة.
في موسم 2009-2010 خسر المحرق لقب الدوري الذي حققه في المواسم الأربع الماضية بعدما احتل المركز الثاني بفارق نقطة واحدة عن المتصدر الأهلي. وقد سجل ريكو 17 من ضمنها أربع ركلات جزاء وهو ما يساوي 44% من أهداف فريقه ليتوج بلقب هداف الدوري.وقد ساهمت خسارة المحرق في آخر مبارالة بالبطولة من الرفاع 0-2 بخسارة البطولة. في بطولة كأس ملك البحرين خرج المحرق من الدور النصف النهائي على يد البسيتين الذي تغلب عليه 2-1 على الرغم من تسجيل ريكو هدفين في البطولة. على المستوى الشخصي توج ريكو بجائزة هداف العالم لكرة القدم للعام 2008 التي يقدمها الاتحاد الدولي لتاريخ وإحصاءات كرة القدم بعدما تمكن من تسجيل 19 هدف في بطولة كأس الاتحاد الآسيوي.
سجل ريكو للمحرق 73 هدفا من 75 مباريات في الدوري البحريني منها 14 ركلة جزاء و 28 هدفا في كاس الاتحاد الاسيوي و6 اهداف في كاس ولي العهد التي توقفت عام 2 09 (ثالث اعظم هدافيها بعد احمد حسان 9 اهداف وحسين علي الشهير ب بيلي 6 اهداف).
في نهاية الموسم قرر ريكو الرحيل عن المحرق بعدما رفضت إدارة النادي تنفيذ مطالبه المالية لينتقل إلى غريمه الرفاع بعد ان سجل للمحرق 73 هدفا من 75 مباراة لعبها مع المحرق في بطولة الدوري البحريني الممتاز على مدار 5 مواسم . احتل الرفاع المركز الثاني بفارق نقطتين خلف المتصدر المحرق. لم يسجل ريكو سوى 10 اهداف من 12 مباراة في الدوري البحريني طوال الموسم الذي شهد فترة توقف طويلة من 20 فبراير إلى 8 أبريل 2011 بسبب الاحتجاجات. وفي بطولة كأس ملك البحرين خرج الرفاع من الدور الثمن النهائي بعد خسارته من الحد 1-3 من دون أن يسجل ريكو أي هدف في هذه البطولة. في بطولة كأس الاتحاد الآسيوي ساهم ريكو في فوز الرفاع على إس إتش بي دا نانغ الفيتنامي 3-0 ذهابا و5-3 إيابا بتسجله أحد الأهداف الثمانية في الدور الربع النهائي. في الدور النصف النهائي قاد ريكو الرفاع للفوز على القادسية الكويتي ذهابا 2-0 ولكن الخسارة إيابا 1-4 أدت إلى خروج الرفاع من البطولة حيث لعب فيها 4 مباريات وسجل هدفين .
على الرغم من توقيعه على عقد يمتد موسمين إلا أن الرفاع قرر بيع ريكو لتواضع مستواه حيث قرر بيعه على المنامة مقابل 120 ألف دولار في ثالث محطاته الاحترافية في البحرين. في موسم 2011-2012 خاض ريكو مباراة واحدة في بطولة الدوري حيث تعادل المنامة مع الحد 1-1 وقد أسفرت المباراة عن طرد ريكو في الدقيقة 67 علما بأنه سبق له الطرد في ثلاث مباريات ودية مما أجبر إدارة النادي على فسخ العقد معه.
في يناير 2012 ضم نادي هجر السعودي ريكو مقابل 200 ألف دولار حتى نهاية الموسم. خاض آخر تسعة مباريات في بطولة الدوري حيث سجل هدف واحد مساهما في اهتلال هجر المركز الثامن بفارق سبع نقاط عن صاحب المركز الثالث عشر القادسية الهابط.
شارك مع فريق المصرف الخليجي في دوري البحرين للصالات والتي اختتمت في شهر جويلية 2012 وسجل 18 هدفا احتل بها المركز الثاني على لائحة الهدافين.
عاد ريكو إلى بلاده البرازيل حيث تنقل بين أندية ناوتيكو وأميريكا دي ناتال وأليكريم وفيلا نوفا من 2012 إلى 2014. في سبتمبر 2014 لعب مع المرخية القطري في دوري الدرجة الثانية القطري 2014/2015 وسجل 6 اهداف في 5 مباريات فقط منها ثنائيتان ضد الفريق الرديف للخويا واخرى ضد نادي مسيمير وقد كان معه في المرخية زميله السابق في المحرق الدولي البحريني محمود عبد الرحمن الشهير ب رينقو
في يناير 2015 انضم ريكو إلى الحد البحريني من دون الكشف عن القيمة المالية للصفقة. ساهم ريكو في احتلال الحد المركز الثاني في بطولة الدوري بفارق نقطة واحدة عن المتصدر المحرق الذي ظفر باللقب. وقد سجل ريكو 3 اهداف في الدوري الممتاز ولكن تألقه اللافت في شهر أبريل منحه جائزة لاعب الشهر. وفي بطولة كأس ملك البحرين توج الحد بالبطولة للمرة الأولى في تاريخه بعدما تغلب في المباراة النهائية على البسيتين 2-0 وقد كان نصيب ريكو الهدف الأول وهو هدفه الوحيد في البطولة. في بطولة كأس الاتحاد الآسيوي 2015 خرج الحد من الدور الأول بعدما احتل المركز الرابع في مجموعته خلف الشرطة العراقي والجزيرة الأردني وترجي وادي النيص الفلسطيني. وقد سجل ريكو هدفين في البطولة ساهما في تحقيق نقطتين من أصل خمس نقاط حققها الحد من اصل 7 مباريات خاضها في كاس الاتحاد الاسيوي 2015 ليكون له في المجمل 32 هدفا من 42 مباراة في البطولة الثانية على مستوى اندي القارة الصفراء.
في يناير 2016 انتقل ريكو إلى البسيتين البحريني في عقد يمتد إلى نهاية الموسم وسجل له هدفا في اللقاء ضد الاهلي ضمن بطولة الدوري
.

## الإنجازات

### ساو باولو
- بطولة باوليستا (1): 2002

### كريسيوما
- بطولة كاتارينينزي (1): 2005

### المحرق
- الدرجة الأولى (4): 2006، 2007، 2008، 2009
- كأس ملك البحرين (2): 2008، 2009
- كأس ولي العهد (4): 2006، 2007، 2008، 2009
- كأس الاتحاد الآسيوي (1): 2008
- كأس الاتحاد البحريني (2): 2005، 2009

### أميريكا دي ناتال
- كأس آر إن (1): 2013

### الحد
- كأس ملك البحرين (1): 2015

## روابط خارجية
- دياس دا سيلفا على موقع قاعدة بيانات كرة القدم.إي يو (الإنجليزية)
- دياس دا سيلفا على موقع Soccerway.com (الإنجليزية)